# Хайнрих Кристиан Фридрих Ернст фон Лайнинген-Вестербург
Хайнрих Кристиан Фридрих Ернст фон Лайнинген-Вестербург (на немски: Heinrich Christian Friedrich Ernst zu Leiningen-Westerburg; * 1 февруари 1665; † 2 февруари 1702 убит в Кремона) е граф на Лайнинген-Вестербург.
Той е син на граф Георг Вилхелм фон Лайнинген-Вестербург (1619 –1695) и съпругата му графиня София Елизабет фон Липе-Детмолд (1626 – 1688), дъщеря на граф Симон VII фон Липе (1587 – 1627) и втората му съпруга графиня Мария Магдалена фон Валдек-Вилдунген (1606 – 1671).
Братята му са: Симон Филип (1646 – 1676, убит в дуел в Грюнщат), Фридрих Вилхелм (1648 – 1688), Йохан Антон (1655 – 1698), Кристоф Кристиан (1656 – 1728) и Георг II Карл Рудолф (1666 – 1726).
Хайнрих Кристиан Фридрих Ернст фон Лайнинген-Вестербург е убит на 37 години на 2 февруари 1702 г. в битката при Кремона.

## Фамилия
Хайнрих Кристиан Фридрих Ернст се жени на 20 юли 1681 г. за графиня Албертина Елизабет фон Сайн-Витгенщайн-Сайн (* 20 юли 1661; † 26 ноември 1716), дъщеря на граф Лудвиг Албрехт фон Сайн-Витгенщайн-Ноймаген (1617 – 1664) и графиня Йоханета Мария фон Вид (1615 – 1705). Те имат две дъщери:
- Албертина Амалия (1686 – 1723), омъжена на 3 януари 1715 г. за граф Август фон Сайн-Витгенщайн-Хоенщайн (1664 – 1735), син на граф Густав фон Сайн-Витгенщайн-Клетенберг-Лохра (1633 – 1700)
- Вилхелмина Фридерика Йохана Луиза (1688 – 1775), омъжена 1704 г. за първия си братовчед граф Йохан Фридрих Вилхелм фон Лайнинген-Вестербург (1681 – 1718), син на граф Фридрих Вилхелм фон Лайнинген-Вестербург